# Йерро, Фернандо
Ферна́ндо Руи́с Йе́рро (исп. Fernando Ruiz Hierro; род. 23 марта 1968, Велес-Малага, Андалусия) — испанский футболист, бывший капитан сборной Испании и мадридского «Реала», защитник, тренер.
Пятикратный чемпион Испании и трёхкратный победитель Лиги чемпионов в составе «Реала».
Занимает шестое место (29 голов) среди бомбардиров и 16-е место (89 матчей) среди игроков по показателю выступлений за сборную Испании.

## Карьера

### Карьера на клубном уровне
Фернандо Йерро является воспитанником клуба из своего родного города Велес-Малаги, однако здесь был признан неперспективным и был вынужден искать команду в другом городе. В результате его первой взрослой командой стал «Реал Вальядолид», поначалу 19-летний защитник был игроком подмены, однако в скором времени Йерро стал игроком стартового состава команды. В первом сезоне за эту команду Фернандо выступал вместе со своим братом Мануэлем. В 1989 году «Вальядолид» финишировал на высоком для себя шестом месте, а также вышел в финал Кубка Испании. Эти успехи заставили обратить внимание на Йерро более статусных клубов.
В результате за $1,2 млн. Фернандо стал игроком мадридского «Реала». За «королевский клуб» Йерро отыграл 15 сезонов, а «сливочные» на долгие годы закрыли позицию центрального защитника, кроме того, эпизодически Йерро мог занимать и позицию опорника. Помимо исполнения непосредственных обязанностей Йерро открыл в себе талант бомбардира, забивая как со стандартов, так и с игры (одним из сильным качеств Фернандо был хорошо поставленный удар). В чемпионате Испании 1991/1992 Йерро отличился 21 раз, став вторым бомбардиром чемпионата, пропустив вперёд себя лишь Маноло. За годы выступления в «Реале» Йерро был безоговорочным лидером команды и стал настоящей легендой клуба, а в 2001 году получил капитанскую повязку. Всего в составе «королевского клуба» Фернандо провёл 601 матч (пятый результат в истории клуба) и выиграл шестнадцать трофеев.
В возрасте 35 лет Йерро покинул «Реал» и подписал контракт с катарским «Эр-Райяном», в составе которого выиграл Кубок эмира Катара. Однако уже через год защитник вернулся в Европу, пополнив состав английского «Болтона», отыграв в нём один сезон в 2005 году Йерро объявил о завершении игровой карьеры.

### Карьера в сборной Испании
Йерро дебютировал в национальной команде при Луисе Суаресе 20 сентября 1989 года в возрасте 21 года в товарищеском матче против сборной Польши в Ла-Корунье (1:0). Первый гол за сборную забил 19 декабря 1990 года (третья игра за сборную) в ворота Албании в отборочном матче чемпионата Европы (9:0). 22-летний Йерро был в заявке сборной на чемпионате мира 1990, но на поле ни разу так и не вышел.
Зато начиная с чемпионата мира 1994 Йерро был основным защитником сборной, в составе которой он выступал и на следующих двух чемпионатах мира (всего на «мундиалях» Фернандо сыграл 12 матчей и забил 5 голов, отличаясь на каждом из турниров минимум один раз), а также двух чемпионатах Европы (на которых провёл шесть матчей). На последних двух для себя турнирах (Евро-2000 и ЧМ-2002) Йерро был капитаном сборной. Особенно удачным для Йерро был дальневосточный чемпионат мира, по итогам которой защитник вошёл в символическую сборную турнира. По ходу турнира защитник забил свой последний гол за сборную (поразив ворота сборной Парагвая).
Перед четвертьфиналом против Кореи в активе Йерро было 88 матчей и 29 голов, а сам игрок заявил перед матчем, что завершит карьеру после окончания чемпионата мира  Тренер сборной Испании Хосе Антонио Камачо заявил, что для испанской сборной тогда Йерро значил столько же, сколько Зинедин Зидан для французской. С учётом игры против Кореи количество проведённых Йерро игр составило 89 встреч, а с 29 голами он занимает 5-е место в рейтинге лучших бомбардиров сборной, но за всё время выступлений Йерро испанская сборная ни разу не смогла преодолеть стадию четвертьфинала чемпионатов мира.

### Менеджерская и тренерская карьера
C сентября 2007 года работал спортивным директором Испанской футбольной федерации. В период работы Йерро в федерации сборная Испании стала чемпионом Европы (2008) и мира (2010). В июле 2011 года вернулся в родной регион и стал директором в «Малаге». Однако уже в мае 2012 года покинул клуб.
10 июля 2014 года Йерро стал ассистентом главного тренера «Реала» Карло Анчелотти, сменив на этом посту Зинедина Зидана. В июне 2016 года стал главным тренером «Овьедо», однако через год стороны решили разорвать контракт по обоюдному согласию.
13 июня 2018 года, за день до старта чемпионата мира, сменил на тренерском мостике сборной Испании Хулена Лопетеги, подписавшего контракт с мадридским «Реалом». Под руководством Йерро испанцы дошли до 1/8 финала, где 1 июля в матче со сборной России проиграли 3:4 по пенальти (счёт в основное время — 1:1). После этого Йерро, пробывший на своём посту чуть меньше месяца, ушёл из сборной как главный тренер и отказался вернуться на должность спортивного директора, которую занимал ранее.

## Статистика
| Выступление      | Выступление      | Выступление      | Чемпионат | Чемпионат | Кубки | Кубки | Международные | Международные | Итого | Итого |
| Клуб             | Лига             | Сезон            | Игры      | Голы      | Игры  | Голы  | Игры          | Голы          | Игры  | Голы  |
| ---------------- | ---------------- | ---------------- | --------- | --------- | ----- | ----- | ------------- | ------------- | ----- | ----- |
| Реал Вальядолид  | Примера          | 1987/88          | 29        | 1         | 0     | 0     | 0             | 0             | 29    | 1     |
| Реал Вальядолид  | Примера          | 1988/89          | 29        | 2         | 0     | 0     | 0             | 0             | 29    | 2     |
| Реал Вальядолид  | Итого            | Итого            | 58        | 3         | 0     | 0     | 0             | 0             | 58    | 3     |
| Реал Мадрид      | Примера          | 1989/90          | 37        | 7         | 5     | 0     | 4             | 0             | 46    | 7     |
| Реал Мадрид      | Примера          | 1990/91          | 35        | 7         | 3     | 0     | 5             | 1             | 43    | 8     |
| Реал Мадрид      | Примера          | 1991/92          | 37        | 21        | 7     | 2     | 9             | 2             | 53    | 25    |
| Реал Мадрид      | Примера          | 1992/93          | 33        | 13        | 6     | 0     | 6             | 5             | 45    | 18    |
| Реал Мадрид      | Примера          | 1993/94          | 34        | 10        | 5     | 0     | 4             | 1             | 43    | 11    |
| Реал Мадрид      | Примера          | 1994/95          | 33        | 7         | 2     | 0     | 5             | 0             | 40    | 7     |
| Реал Мадрид      | Примера          | 1995/96          | 31        | 7         | 4     | 1     | 5             | 1             | 40    | 9     |
| Реал Мадрид      | Примера          | 1996/97          | 39        | 6         | 6     | 2     | 0             | 0             | 45    | 8     |
| Реал Мадрид      | Примера          | 1997/98          | 28        | 3         | 2     | 0     | 10            | 3             | 40    | 6     |
| Реал Мадрид      | Примера          | 1998/99          | 28        | 6         | 3     | 1     | 9             | 1             | 40    | 8     |
| Реал Мадрид      | Примера          | 1999/00          | 20        | 5         | 2     | 0     | 14            | 2             | 36    | 7     |
| Реал Мадрид      | Примера          | 2000/01          | 29        | 5         | 1     | 0     | 13            | 1             | 43    | 6     |
| Реал Мадрид      | Примера          | 2001/02          | 30        | 5         | 5     | 0     | 14            | 0             | 49    | 5     |
| Реал Мадрид      | Примера          | 2002/03          | 25        | 0         | 1     | 1     | 12            | 0             | 38    | 1     |
| Реал Мадрид      | Итого            | Итого            | 439       | 102       | 52    | 7     | 110           | 17            | 601   | 126   |
| Эр-Райян         | Q-лига           | 2003/04          | 19        | 3         | 0     | 0     | 0             | 0             | 19    | 3     |
| Эр-Райян         | Итого            | Итого            | 19        | 3         | 0     | 0     | 0             | 0             | 19    | 3     |
| Болтон Уондерерс | Премьер-лига     | 2004/05          | 28        | 1         | 4     | 0     | 0             | 0             | 32    | 1     |
| Болтон Уондерерс | Итого            | Итого            | 28        | 1         | 4     | 0     | 0             | 0             | 32    | 1     |
| Всего за карьеру | Всего за карьеру | Всего за карьеру | 544       | 109       | 56    | 7     | 110           | 17            | 710   | 133   |

## Достижения

### Клубные
Реал Мадрид
- Чемпион Испании (5): 1989/90, 1994/95, 1996/97, 2000/01, 2002/03
- Обладатель Кубка Испании: 1992/1993
- Обладатель Суперкубка Испании (4): 1990, 1993, 1997, 2001
- Победитель Лиги чемпионов (3): 1997/98, 1999/00, 2001/02
- Обладатель Суперкубка УЕФА: 2002
- Обладатель Межконтинентального кубка (2): 1998, 2002
- Итого: 16 трофеев

Эр-Райян
- Обладатель Кубка эмира Катара: 2004
- Итого: 1 трофей

### Личные
- Лучший защитник Европы (по версии УЕФА): 1998
- Входит в состав символической сборной сезона по версии ESM (2): 1996/97, 1997/98
- Включён в символическую сборную чемпионата мира 2002
- Обладатель трофея «Легенда» по версии читателей газеты «Marca»

## Семья
Старший брат Фернандо Мануэль «Маноло» Йерро, род. 1962) также был футболистом, выступал на позиции защитника за «Малагу», «Вальядолид», «Барселону», «Реал Бетис», «Тенерифе» и завершил карьеру в 1993 году. Ещё один старший брат Фернандо Антонио Йерро, род. 1959) в 1980-х выступал на позиции защитника за «Малагу», в том числе несколько сезонов вместе с Маноло.
Фернандо Йерро разведён, у него двое детей: дочь Клаудия и сын Альваро.